# Поленица (мифология)

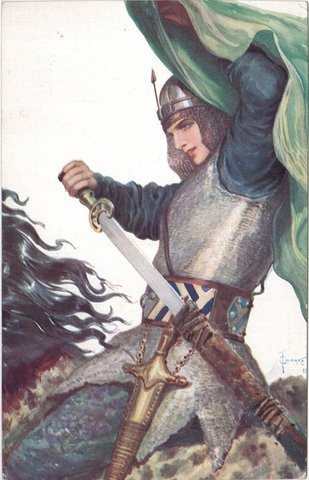
Русская богатырша Настасья Королевична (илл. С. С. Соломко)

Полени́ца, поляни́ца, палени́ца, паляни́ца удала́я — дева-воительница в русских былинах, женщина-богатырь.

## Характеристика
В былинах это женщины-воительницы, в своих боевых навыках не уступающие мужчинам-богатырям. Чтобы завоевать их руку, будущий муж должен осилить их в поединке, что удаётся с трудом (Настасья Королевична даже выбивает глаз Дунаю стрелой). Их занятие — полякование: они ездят в чистом поле и бьются с богатырями. Из-за силы их могут принять за мужчин (Василиса Микулишна в былине «Ставр Годинович», Настасья Микулишна в былине «Женитьба Добрыни»). В былине о Дунае Ивановиче Настасья Королевишна «ѣздитъ въ чисто поле полякуетъ, слыветъ поляницею преудалою».
Догнал Добрыня поляницу, богатыршу удалую,

Ударил поляницу булатной палицей,

Да ударил её в буйну голову.

Поляница тут назад приоглянется,

Говорит поляница таковы слова:

— Я думала, меня комарики покусывают,

А это русский богатырь пощёлкивает.

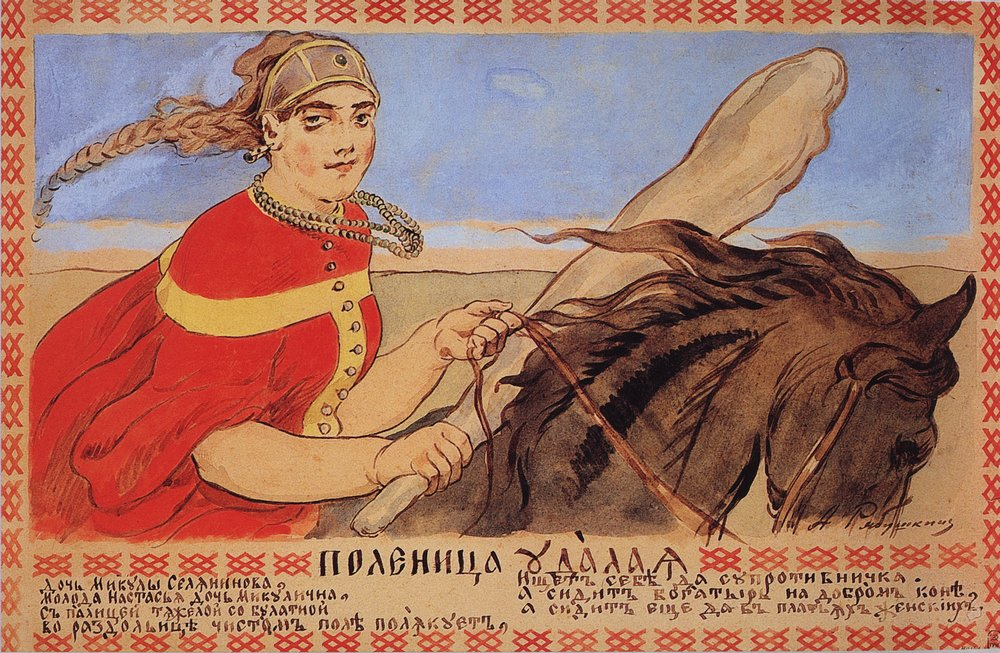
Настасья Микулична («Поленица Удалая, дочь Микулы Селяниновича»). Рисунок А. Рябушкина

Так, Добрыня, видя огромного богатыря, вступает с ней в поединок, но терпит позорное поражение. Настасья Микулишна «ухватила Добрыню за жёлты кудри, сдёрнула Добрынюшку со седла долой», не глядя суёт Добрыню себе в карман, и потом задумывается, кого, собственно, в карман сунула. Решает: если богатырь понравится — я его в мужья возьму, если не понравится — голову срублю. Достаёт Добрыню, и тот ей нравится, она берёт его в мужья.
В описаниях пиров князя Владимира часто некие пирующие поленицы упоминаются в запевах вместе с пирующей дружиной.

### Корни
Б. А. Рыбаков связывал обилие женских воинственных персонажей в сказках и несколько былинных сюжетов, в которых действует поленица, с дотатарским степным миром скифо-сарматского происхождения. Это может быть отражение контактов киевских воинов с аланскими или болгарскими степняками.
Д. М. Балашов считал, что поленицы напоминают конных степных сарматских воительниц: они обычно умелые наездницы и искусные лучницы. «С этой точки зрения былины отражают победы славян над сарматами: Дунай и Добрыня побеждают полениц в богатырском поединке и обретают над ними власть мужа над женой. В пользу степного происхождения образа поленицы говорит тот факт, что, согласно былине, из крови убитой Дунаем Настасьи берёт своё начало Непра-река (то есть Днепр — река, бывшая пограничной со степью). Кроме того, известно, что у сарматов были весьма сильны пережитки матриархата, поэтому нет ничего удивительного в том, что память об этом народе сохранилась в эпосе в образе женщин-воительниц». В сюжетах свадеб полениц с богатырями, по его мнению, «допустимо видеть столкновение славян с сарматами, перекрёстные браки с которыми отмечал ещё Тацит».

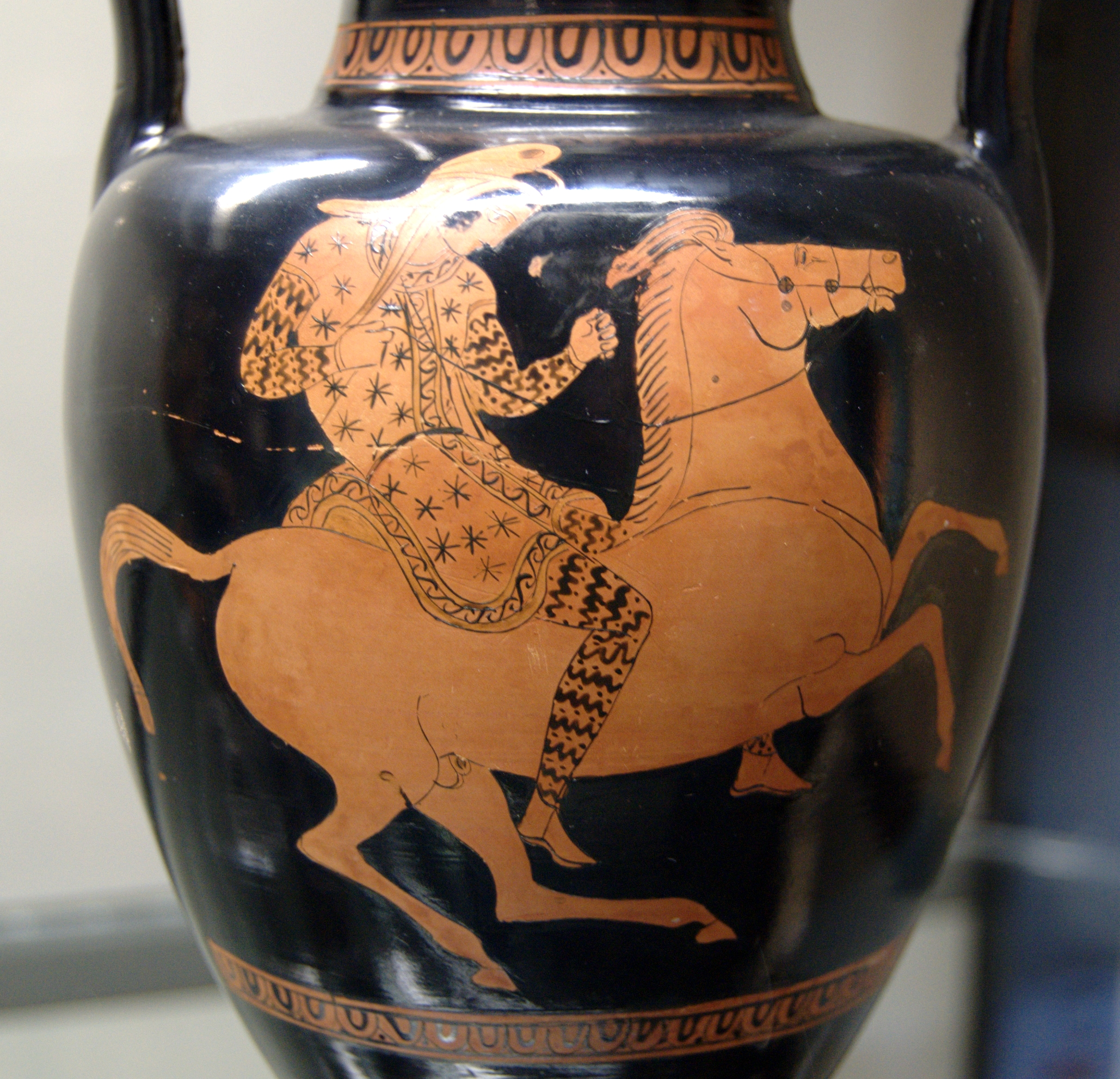
Амазонка в древнегреческой керамике

Балашов пишет: «Это — степные наездницы и вместе с тем, после сражения с героем, — жёны богатырей. Допустить их корневое славянское происхождение едва ли возможно, этому противоречит факт упорной, постоянной борьбы с ними русских героев, хотя нарицательное имя этих наездниц — „поляницы“ — славянское. По-видимому, надо признать женщин-поляниц сарматскими конными воительницами, а наличие славянского названия их означает, что представления о поляницах утвердились в эпическом творчестве до появления в русском языке тюркского слова „богатырь“, название женщин-воительниц не изменилось, ибо из живого бытия они уже исчезли».
Современный исследователь пишет о родстве полениц с образами женщин-воительниц в тюркском эпосе: «В эпических произведениях встречается множество образов отважных наездниц, владеющих мечом и искусством охоты. Таковы героини киргизского дестана „Джангъыл Мирза“, уйгурского — „Нёзюгюм“, башкирского дестана „Зая Тюлек“, киргизского эпоса „Манас“, алтайского и хакасского дестана „Алтын Арыгъ“, а также азербайджанского эпического сказания о Кёр-оглы. Полагаем, что „богатырши-паляницы“ попали в славянский фольклор в результате контакта с тюркскими народами. Тюркские воительницы, в частности, есть в татарском войске в былине „Илья-Муромец и Калин-царь“». Поединок жениха с невестой, отмечает исследователь, у тюркских народов в эпоху средневековья был частью свадебного обряда и не предполагал фатального исхода.

## Список
- Дочери богатыря Микулы Селяниновича:
  - Василиса Микулишна — жена Ставра Годиновича. Когда муж хвастается на пиру у князя Владимира, она переодевается в мужскую одежду и спасает его.
  - Настасья Микулишна — жена Добрыни Никитича. Выходит за него замуж после поединка; также после его длительного отсутствия, когда князь Владимир заставляет её выйти замуж за Алешу Поповича, узнаёт переодетого мужа.
- Настасья Королевична, Непра — дочь короля Данила Манойловича, жена Дуная Ивановича. Выходит за него замуж после поединка; затем погибает от его руки во время соревнования по стрельбе, Дунай кончает с собой.
- Женщины Ильи Муромца:
  - Златыгорка, Лата-горка[11], Латынгорка[12], Латынь-горка[13], Мамаишна[14] — мать богатыря Сокольника от Ильи Муромца, который вступает с отцом в поединок. В былине «Камское побоище» Латынгорка побеждает Добрыню Никитича и совершает над ним насильственные действия сексуального характера[15][16][17][18], что вызывает насмешки Ильи Муромца и приводит к самоубийству Добрыни[19].
  - Безымянная поленица, дочь Ильи Муромца, которая хочет его убить за бесчестие своей матери и гибнет от его руки («Илья Муромец и дочь его»; вариант былины на тот же сюжет про сына).
  - Савишна — жена Ильи Муромца, переодевшись в его богатырское платье, спасает Киев от Тугарина (в варианте былины «Про Илью Муромца и Тугарина»).
- Марья Моревна — степная королева-воительница.
- Дарья Псковская — легендарная псковская богатырица, погибшая в бою с литовским войском[20].
- В сказке Афанасьева (№ 173) есть «девица, у которой с рук и с ног вода течёт: кто этой воды изопьёт, на тридцать лет моложе станет. (Вариант — хозяйка молодильных яблок.) Выезжает со своим войском в зелёные луга тешиться — всё войско из одних девиц набрано»[21].
- Девка-Турка, хозяйка зверей и предводительница женского войска, связанная с градом Китежем и озером Светлояром[21]

Упоминаются также обладательницы колдовского дара (воинские достоинства в них не подчёркиваются):
- Марина Игнатьевна[11] — обладает магическими способностями, колдунья из былины «Добрыня и Марина»;
- Марья Лебедь Белая, Авдотья Лиховидовна[11] — обладает магическими способностями (оборотень), жена Михайло Потыка, злодейка.